# Komprador
Komprador – w pierwotnym znaczeniu pośrednik handlowy w portugalskich koloniach w Chinach.
Słowo pochodzi od portugalskiego comprador – nabywca. Początkowo oznaczało chińskiego urzędnika służącego w załatwianiu lokalnych spraw, zatrudnionego w zagranicznym biurze (np. konsulacie). 
W badaniach relacji metropolii i kolonii stosowano pojęcie burżuazja kompradorska.
Obecnie oznacza człowieka będącego pomocnikiem obcych, zaborców kraju, kolonizatorów.